# Juliaetta
Juliaetta és una població dels Estats Units a l'estat d'Idaho. Segons el cens del 2000 tenia 609 habitants.

## Demografia
Segons el cens del 2000, Juliaetta tenia 609 habitants, 255 habitatges, i 175 famílies. La densitat de població era de 331,2 habitants/km².
Dels 255 habitatges en un 25,5% hi vivien nens de menys de 18 anys, en un 56,5% hi vivien parelles casades, en un 9,8% dones solteres, i en un 31% no eren unitats familiars. En el 27,5% dels habitatges hi vivien persones soles el 14,5% de les quals corresponia a persones de 65 anys o més que vivien soles. El nombre mitjà de persones vivint en cada habitatge era de 2,39 i el nombre mitjà de persones que vivien en cada família era de 2,89.
Per edats la població es repartia de la següent manera: un 24,1% tenia menys de 18 anys, un 7,7% entre 18 i 24, un 22,8% entre 25 i 44, un 28,1% de 45 a 60 i un 17,2% 65 anys o més.
L'edat mediana era de 41 anys. Per cada 100 dones de 18 o més anys hi havia 101,7 homes.
Entorn del 4,2% de les famílies i el 12,3% de la població estaven per davall del llindar de pobresa.

## Poblacions més properes
El següent diagrama mostra les poblacions més properes.